# 永原悠路
永原 悠路 (ながはら ゆうろ、2005年6月10日 - )は日本のスケートボード選手。長野県白馬村出身。太陽ホールディングス所属。

## 経歴
小学校1年生の時にスケートボードを始め、小学校3年生時点から大会に出場する。
2022年開催のエックスゲームズ千葉大会で4位入賞。
2023年開催の杭州アジア大会では、銀メダルを獲得。